# Põhja-Pahijärv
Põhja-Pahijärv (est. Põhja-Pahijärv) – jezioro w Estonii, w prowincji Võrumaa, w gminie Misso. Położone jest na wschód od wsi Kärinä. Ma powierzchnię 3,9 ha, linię brzegową o długości 1150 m. Sąsiaduje z jeziorami Immaku, Sõdaalonõ, Vuuhjärv, Kärinä Kõrbjärv, Mägialonõ, Lõuna-Pahijärv, Kisõjärv. Położone jest na obszarze chronionego krajobrazu Kisejärve maastikukaitseala.